# Lijst van cultureel erfgoed in Košice - stadsdeel Ťahanovce
Dit is een lijst van cultureel erfgoed in Košice, in het stadsdeel Ťahanovce (okres Košice I).
Deze lijst is gebaseerd op de opsomming die gepubliceerd werd op de website van het Bureau voor monumenten van de Slowaakse Republiek (PÚSR).

## Cultureel erfgoed
| Afbeelding | Adres & coördinaten                      | Object                                                                | Locale benaming  |
| ---------- | ---------------------------------------- | --------------------------------------------------------------------- | ---------------- |
|            | Ťahanovská ulica 31, Ťahanovce. Locatie. | Pastorij (tegenover de kerk). ID 801-446/0.                           | Fara.            |
|            | Ťahanovská ulica, Ťahanovce. Locatie.    | Rooms-katholieke Sint-Annakerk (tegenover de pastorij). ID 801-447/0. | Kostol sv. Anny. |